# ARBALIST
«А́рбалист» (англ. ARBALIST [ˈɑːbəlɪst], бэкр. от Anti-Tank Rocket, Ballistic; созвуч. с arbalest, «арбалет»;) — американский опытный противотанковый ракетомёт с гиперзвуковой конической ракетой на твёрдом высокоэнергетическом ракетном топливе с кинетическим поражающим элементом. Был разработан компанией «Дуглас эйркрафт» в начале 1960-х гг. «Арбалист» был предложен вниманию армейского командования сразу же после прекращения работ над разработанными Лабораторией прикладной физики шарообразными противотанковыми ракетами «Кэннонбол». Ракетомёт в предложенном варианте был предназначен для вооружения им пехотных подразделений. Проект осуществлялся при финансовой поддержке исследовательских структур Министерства обороны США. Период опытно-конструкторских работ и испытаний продлился с осени 1962 по лето 1964 года. По разным данным, на Абердинском испытательном полигоне было отстреляно от 30 до 40 ракет. Программа работ обошлась американской казне в $1 млн. По воспоминаниям ветеранов Управления ракетных войск Армии США, лично присутствовавших в ходе испытаний, ракета отличалась «бешеной скоростью» и таким же уровнем шума.

## История разработки
Основным недостатком безоткатных орудий в американском арсенале была низкая начальная скорость полёта снарядов и гранат, что делало практически бесполезным огонь по движущимся целям на расстоянии эффективной дальности стрельбы. В свою очередь, это создавало необходимость в  средствах определения точной дальности до цели или требовало от стрелка высокого личного мастерства. Летом 1964 года начальник управления ракетных войск генерал-майор Джон Зирдт поставил перед учреждениями военной промышленности и науки задачу разработки эффективных средств против танков и других бронеобъектов на дальностях, превышающих расстояние до видимого горизонта, либо альтернативных им средств для применения в пределах видимого сектора обстрела, но обладающих такими свойствами, которые выделяли бы их среди уже имеющихся аналогов. Исходя из этих соображений, перед разработчиками «Арбалиста» руководством компании «Дуглас» была поставлена задача разработать ракетомёт, по конструкции пускового устройства сходный с безоткатным орудием, но вместо кумулятивного эффекта использующий бронебойный кинетический поражающий элемент с твёрдым металлическим стержнем внутри и гиперзвуковой скоростью полёта. Задача упрощалась тем обстоятельством, что под руководством специалистов Лаборатории баллистических исследований армии США и офицеров Редстоунского арсенала реализовалась программа по разработке образцов вооружения с гиперзвуковым поражающим элементом для стрельбы прямой наводкой (hyper-velocity direct-fire antitank weapons), представленная несколькими конкурирующими проектами. Основу этих проектов составляли ответвления от программы разработки противоракет типа «Спринт» (в которой среди прочих претендентов участвовала и «Дуглас»), поэтому все они имели приблизительно одинаковое устройство и принцип работы (к примеру, аналогичная аэродинамическая компоновка ракеты при других массо-габаритных характеристиках была реализована ранее в проекте универсального противотанкового-зенитного ракетомёта «Тандерстик», разработанного компанией «Америкэн рокет» в 1961 году, а также в проекте ПТРК «Вайпер» от «Локхид эйркрафт»). Коническая компоновка ракеты не предполагала наличия оперения, длина ракеты соответствовала длине пусковой трубы. Для ракеты «Арбалиста» компанией «Тиокол» были специально синтезированы сорта топлива с высоким темпом горения. Исходно ракетомёт с пусковым устройством представлял собой носимое одним стрелком оружие плечевого пуска, в походном положении носимое на ремне за спиной, на плече или в руке. Для проверки принципиальной реализуемости и эффективности такого типа оружия в рамках заводских испытаний на собственном стрельбище компании «Дуглас», удовлетворявшем требованиям испытаний гиперзвуковых ракет, и полигонных испытаний на Абердинском испытательном полигоне с неподвижно зафиксированных пусковых труб (при отсутствии людей на огневом рубеже) было отстреляно тридцать ракет. Испытания показали осуществимость конструкторского замысла и отличную перспективу устранения обнаруженных недостатков и дальнейшей доработки задела. Лица, связанные с программой, восприняли результаты стрельб с большим энтузиазмом: по их оценке, данной в докладах по итогам испытаний и просочившейся в прессу, ракеты показали предсказуемые, регулярные, а потому рассчитываемые значения отклонения от линии визирования. Пробивающая способность поражающего элемента превзошла расчётные параметры. При скорости полёта превышающей тысяча пятьсот метров в секунду, ракета поражала цели в ближней зоне сектора обстрела обороняемой позиции (на удалении до 365 метров) в мгновение ока, что не создавало для стрелка разницы между обстрелом движущихся целей и стационарных объектов. Однако, скорость полёта ракеты создавала как преимущества, так и недостатки, ибо благодаря высокой скорости возникла проблема другого плана — пропорционально увеличению скорости полёта ракеты, кратно увеличивалось отклонение ракеты от траектории полёта. Даже незначительное отклонение, полученное ракетой в результате воздействия любых факторов, как внешних (скорость и направление ветра), так и внутренних (неидеальные параметры формы конуса и направления выхода реактивной струи), возрастало в геометрической прогрессии после 365 метров. Поэтому, если в части пробивающей способности поражающего элемента сомнений не возникало, то в плане точности стрельбы на расстояние видимости бронеобъектов противника результаты стрельб по выражению британского военного историка, полковника Джона Уикса были «тревожными»: ни одна из ракет, отстрелянных в ходе заводских испытаний не пролетела строго по линии визирования обстреливаемой цели (то есть, по прямой траектории), амплитуда отклонения была различной, некоторые ракеты отклонялись от линии визирования по чрезмерно криволинейной траектории, практически все улетели в ту или иную сторону за пределы заданного сектора обстрела. В «Дугласе» предложили для увеличения точности наводки оснастить пусковое устройство облегчённым станком-треногой, но это не решало другой проблемы, связанной с конструкцией ракеты, а именно разлёта смертоносной раскалённой реактивной струи над огневой позицией и на пару метров вглубь и в стороны. Эта струя была настолько разрушительной по своему воздействию на местность и предметы, что ни один человек не выжил бы после выстрела «Арбалиста». Но если от разлёта реактивной струи существовали разнообразные конструктивные ходы, опробованные ещё в межвоенный период, путём дополнения конструкции разного рода защитными щитками и отражателями, то уровень шума во время пуска был настолько оглушительным, что никакие средства защиты органов слуха не гарантировали стрелку защиту от риска оглохнуть или получить контузионное расстройство вкупе с серьёзной травмой органов слуха. Этот фактор, по мнению Джона Уикса, и стал решающим в том, чтобы «убить» проект «Арбалист» раз и навсегда, несмотря на обнадёживающие результаты стрельб в плане чистой боевой эффективности, без учёта перечисленных ограничивающих факторов. Высокопоставленные военные чины из Пентагона заявили, что они более не заинтересованы в данной программе (включавшей ряд других проектов, аналогичных «Арбалисту», но ведшихся другими компаниями) и её дальнейшее финансирование прекращено. Среди причин сворачивания программы были названы универсальные для всех опытных образцов такого типа причины: опасность применения оружия непосредственно для стрелка и разрушительное воздействие на пусковое устройство. Тем не менее, должностные лица в Управлении начальника научно-исследовательской работы армии США не видели среди обнаруженных недостатков неустранимых (по их оценке, можно было добиться за счёт разработки и применения менее калорийных сортов топлива).

## Устройство
Ракетомёт представлял собой съёмное пусковое устройство многоразового использования с пристыковываемым станком или без него и ракетой в одноразовой пусковой трубе. Ракета представляла собой неоперённый стабилизируемый собственным вращением продолговатый конус, для заполнения пустоты между стенками канала ствола и сужающимся к кончику корпусом, ракета в пусковой трубе была покрыта накладками из стирофома (стиролового пенопласта), выполнявшими роль буфера для отражения расширяющихся газов в канале ствола в направлении противоположном направлению стрельбы и предотвращавшими прорыв газов вперёд. Накладки отделялись от ракеты на выходе из пусковой трубы и под действием силы сопротивления воздуха разлетались в стороны. По словам участвовавшего в создании ракеты инженера компании «Тиокол» Билла Колбурна, частота оборотов ракеты вокруг своей оси была столь высокой, что порой тонкий корпус ракеты не выдерживал продольной нагрузки, создаваемой центробежными силами и лопался приводя к разрушению ракеты в полёте.

## Тактико-технические характеристики
Источник информации :
- Категория мобильности — носимый.
- Способ стрельбы — с плеча или со станка.
- Аэродинамическая компоновочная схема — неоперённый несущий конус.
- Тип ракетного двигателя — твердотопливный.
- Темп сгорания ракетного топлива — около 12,7 мм/сек.
- Тип боевой части — бронебойная с металлическим сердечником стержневого типа.
- Материал бронебойного стержня — вольфрамокарбидный сплав.
- Длина ракеты — около 1220 мм.
- Диаметр ракеты в основании конуса — около 100 мм.
- Диаметр ракеты в серединной части конуса — 50 мм.
- Начальная скорость полёта ракеты на вылете из пусковой трубы — свыше 1550 м/сек.
- Дальность гарантированного попадания — 365 м.

## Дальнейшее развитие задела
Наработки, полученные в ходе работы над «Арбалистом» были использованы в дальнейшем, в ходе разработки комплекса «Ди-Си-Мо» с ракетой, оснащённой гироскопически стабилизированной инерциальной навигационной системой. Во второй половине 1960-х гг., на базе имеющихся наработок в армейских испытательных учреждениях получил развитие проект двухступенчатой гиперзвуковой ракеты с кинетическим поражающим элементом под названием «Экшн», также предназначавшейся для оснащения сухопутных войск, продемонстрировавшей по результатам стрельб меньшую опасность для стрелка и бо́льшую точность, чем «Арбалист» при сопоставимых скоростях. При том, что ни «Арбалист», ни «Экшн» не были приняты на вооружение, они заложили фундамент для разработки в середине 1980-х гг. ещё одной миниатюрной гиперзвуковой противотанковой ракеты — «Спайк», разработанной Лабораторией ракетного вооружения Армии США, которая сочетала в себе точность с убойностью и дешевизной своих предшественников.